# Pedicularis bella
Pedicularis bella är en snyltrotsväxtart. Pedicularis bella ingår i släktet spiror, och familjen snyltrotsväxter.

## Underarter
Arten delas in i följande underarter:
- P. b. rosea
- P. b. holophylla
- P. b. cristifrons